# Adesmia nana
Adesmia nana är en ärtväxtart som först beskrevs av Robert Hippolyte Chodat och Ernst Wilczek, och fick sitt nu gällande namn av Lucien Leon Hauman. Adesmia nana ingår i släktet Adesmia och familjen ärtväxter. Inga underarter finns listade i Catalogue of Life.